# Yakuza (együttes)
A Yakuza amerikai együttes. Avantgárd metal, experimental rock, jazzcore és progresszív metal műfajokban játszanak. 1999-ben alakultak Chicagóban. Zenéjükben jazz és világzenei elemek is keverednek.

## Története
Első nagylemezüket 2000-ben adták ki, az extrém metal műfajjal foglalkozó Terrorizer magazintól pozitív kritikákat kapott. Az együttes ezt követően turnézni indult, a Candiria és a Burnt by the Sun zenekarokkal. Második stúdióalbumuk 2002-ben jelent meg, és szintén pozitív kritikákkal dicsérték. Ekkor már olyan nagy nevekkel is koncerteztek, mint az Opeth, The Dillinger Escape Plan, Mastodon, Lacuna Coil. Eric Pionka énekes-gitáros ezt követően kiszállt a zenekarból. 2006-ban, 2007-ben, 2010-ben és 2012-ben is piacra dobtak nagylemezeket. Első stúdióalbumukat még ők maguk adták ki (self-released), a második nagylemez a Century Media Records gondozásában jelent meg, a 2006-os és 2007-es stúdióalbumaikat a Prosthetic Records dobta piacra, míg a 2010-es és 2012-es nagylemezeikért a Profound Lore Records felelt.

## Tagjai
- Bruce Lamont - szaxofon, klarinét, éneklés, effektek
- James Staffel - dobok, ütős hangszerek, billentyűk
- Matt McClelland - gitár, éneklés
- Ivan Cruz - basszusgitár, éneklés[1]

Volt tagok:
- Eric Pionka - gitár, éneklés
- Eric Clark - basszusgitár, éneklés
- John E. Bomher - basszusgitár

## Diszkográfia
- Amount to Nothing (2001)
- Way of the Dead (2003)
- Samsara (2006)
- Transmutations (2007)
- Of Seismic Consequence (2010)
- Beyul (2012)[1]